# Cynanchum rungweense
Cynanchum rungweense är en oleanderväxtart som beskrevs av Arthur Allman Bullock. Cynanchum rungweense ingår i släktet Cynanchum och familjen oleanderväxter. Inga underarter finns listade i Catalogue of Life.